# Kleombrotos (Sohn von Anaxandridas)
Kleombrotos (altgriechisch Κλεόμβροτος Kleómbrotos; † 480 v. Chr.), der Sohn des Anaxandridas II., war ein spartanischer Heerführer während des zweiten Perserkriegs. Er war ein Halbbruder des Kleomenes I. und der jüngste Bruder des Dorieus und des Leonidas I. Er wird manchmal als Zwillingsbruder des Leonidas bezeichnet. Kleombrotos hatte zwei Söhne, Pausanias und Nikomedes.
Als Leonidas bei der Schlacht bei den Thermopylen im August 480 v. Chr. gefallen war, wurde sein noch jugendlicher Sohn Pleistarchos sein Nachfolger. Kleombrotos wurde dessen Vormund. Er wurde sofort mit einem Heer an den Isthmus von Korinth entsandt. Dort machte er die skironische Straße unbrauchbar und baute einen Verteidigungswall. Herodot sagt, dass es bei einem Opfer zu einer Sonnenfinsternis kam, die Kleombrotos veranlasste nach Sparta zurückzukehren; er starb kurze Zeit später. Da die (in Griechenland partielle) Sonnenfinsternis am 2. Oktober 480 v. Chr. stattfand, nimmt man jedoch an, dass Kleombrotos den Sieg über die Perser in der Schlacht von Salamis zum Anlass nahm, sich zurückzuziehen.